# 布亨霍芬錫蓬河

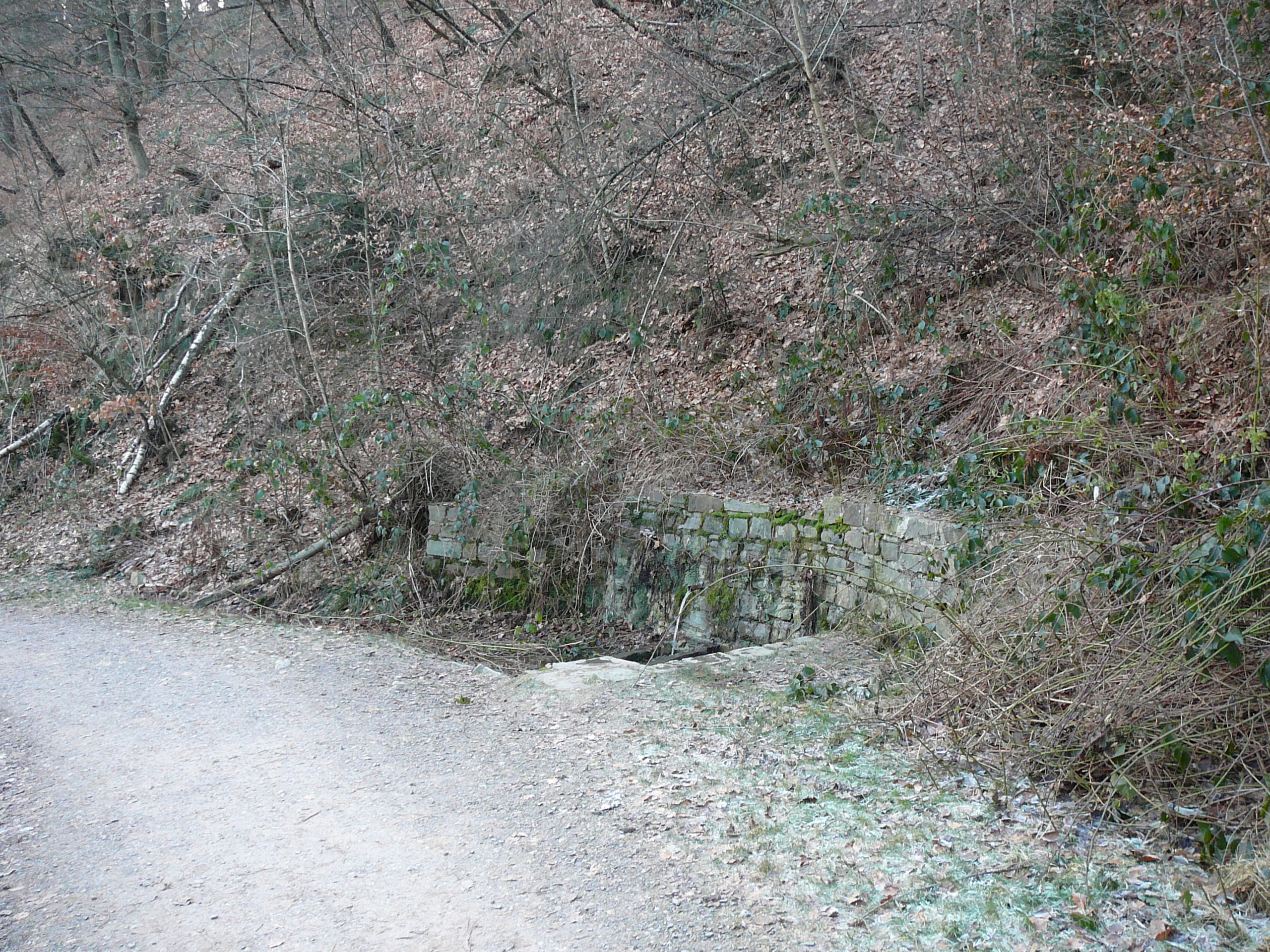

51°13′7.587264″N 7°6′20.659103″E / 51.21877424000°N 7.10573863972°E
布亨霍芬錫蓬河（德語：Buchenhofener Siepen），是德國的河流，位於該國西部，流經北萊茵-威斯特法倫州，屬於伍珀河的右支流，河道全長1公里，發源地海拔高度230米。